# Frigg Oslo Fotballklubb
Il Frigg Oslo Fotballklubb è una società calcistica norvegese con sede nella città di Oslo. Milita nella 3. divisjon, quarta divisione del campionato norvegese.

## Storia
Il club fu fondato con il nome di SK Frigg il 17 maggio 1904, con la scelta del nome Frigg in onore della mitologia norrena. Il 21 aprile 1954 si fuse con lo SK Varg ed il nome Frigg Oslo FK fu adottato nel 1990. I colori sociali sono bianco e blu e la squadra gioca le partite casalinghe al Frogner Stadion.
Il Frigg giocò molte stagioni nella massima divisione norvegese e vinse tre edizioni della Norgesmesterskapet. Molti suoi calciatori furono convocati anche per la Norvegia, inclusi Harald Hennum e Per Pettersen.
La squadra partecipò anche alla Coppa delle Fiere 1966-1967, ove fu eliminata dagli scozzesi del Dunfermline Athletic.

## Rosa
| N. |                     | Ruolo | Calciatore            |
| -- | ------------------- | ----- | --------------------- |
| 1  | Norvegia (bandiera) | P     | Bent Brattbakken      |
| 2  | Norvegia (bandiera) | D     | Robin Kristensen      |
| 3  | Norvegia (bandiera) | D     | Fredrik Tjønnøy       |
| 5  | Norvegia (bandiera) | A     | Nahom Debesay         |
| 6  | Norvegia (bandiera) | C     | Johan Kristoffersson  |
| 7  | Norvegia (bandiera) | C     | Christoffer Kringberg |
| 8  | Norvegia (bandiera) | C     | Eirik Sandstad        |
| 9  | Norvegia (bandiera) | C     | Haavard Gaare         |
| 10 | Norvegia (bandiera) | A     | Granit Badivuku       |
| 11 | Norvegia (bandiera) | A     | Kenneth Tønne         |
| 12 | Norvegia (bandiera) | P     | Jacob Brekken         |
| 13 | Norvegia (bandiera) | C     | Ole Aklilo Lineikro   |
| 14 | Norvegia (bandiera) | A     | Tom-Øyvind Risanger   |
| 15 | Norvegia (bandiera) | D     | Bård Olsen            |

| N. |                     | Ruolo | Calciatore          |
| -- | ------------------- | ----- | ------------------- |
| 16 | Norvegia (bandiera) | D     | Georg Grøndalen     |
| 17 | Norvegia (bandiera) | C     | Gisle Grimstad      |
| 18 | Norvegia (bandiera) | D     | Magnus Oltedal      |
| 19 | Norvegia (bandiera) | C     | Bjørnar Johannessen |
| 21 | Norvegia (bandiera) | A     | Stig Haddal         |
| 22 | Norvegia (bandiera) | C     | Bård Tjønneland     |
| 23 | Norvegia (bandiera) | D     | Joakim Almberg      |
| 24 | Norvegia (bandiera) | P     | Rune Vøien          |
| 25 | Norvegia (bandiera) | D     | Martin Vethe        |
| 26 | Scozia (bandiera)   | C     | Kevin Nicol         |
| –– | Norvegia (bandiera) | A     | Kristoffer Eide     |
| –– | Norvegia (bandiera) | D     | Helge Helguson      |
| –– | Norvegia (bandiera) | C     | Bjørn Pickhardt     |

## Palmarès

### Competizioni nazionali
- Coppa di Norvegia: 3

1914, 1916, 1921
- 3. divisjon: 1

2015 (gruppo 3)

### Altri piazzamenti
- Coppa di Norvegia:

Finalista: 1919, 1920, 1965
Semifinalista: 1934, 1951
- 3. divisjon:

Secondo posto: 2014 (gruppo 2)